# 1. deild islandzka w piłce nożnej (1984)
Sezon 1984 był 73. sezonem o mistrzostwo Islandii. Od tego sezonu zaczęto przyznawać trzy punkty za zwycięstwo zamiast dotychczasowych dwóch. Drużyna Akraness obroniła tytuł mistrzowski, zdobywając trzydzieści osiem punktów w osiemnastu meczach. Po sezonie spadły zespoły Breiðablik i KA Akureyri.

## Drużyny
Po sezonie 1983 z ligi spadły zespoły ÍB Vestmannaeyja i ÍB Ísafjörður, z 2. deild awansowały natomiast drużyny Fram i KA Akureyri.
| Uczestnicy poprzedniej edycji                                                                                 | Uczestnicy poprzedniej edycji | Uczestnicy poprzedniej edycji | Uczestnicy poprzedniej edycji |
| --- | ----------------------------- | ----------------------------- | ----------------------------- |
| ÍA | Akraness                      | 1                             |                               |
| KRE | KR                            | 2                             |                               |
| BRE | Breiðablik                    | 3                             |                               |
| ÞÓR | Þór Akureyri                  | 4                             |                               |
| VAL | Valur                         | 5                             |                               |
| ÞRR | Þróttur Reykjavík             | 6                             |                               |
| VÍR | Víkingur Reykjavík            | 7                             |                               |
| ÍBK | Keflavík                      | 8                             |                               |
| Awans z 2. deild                                                                                              |                               |                               |                               |
| FRA | Fram                          | 1                             |                               |
| KA | KA Akureyri                   | 2                             |                               |
| Oznaczenia: - kolumna pierwsza – skróty nazw drużyn, - kolumna trzecia – miejsce zajęte w poprzednim sezonie. |                               |                               |                               |

## Tabela
| Lp. | Drużyna            | M  | Z  | R | P  | Bramki | Bramki | Różn. | Pkt | Uwagi                                    |
| --- | ------------------ | -- | -- | - | -- | ------ | ------ | ----- | --- | ---------------------------------------- |
| 1   | Akraness (M)       | 18 | 12 | 2 | 4  | 33     | 18     | +15   | 38  | Puchar Europy • I runda                  |
| 2   | Valur              | 18 | 7  | 7 | 4  | 24     | 16     | +8    | 28  | Puchar UEFA • 1/32 finału                |
| 3   | Keflavík           | 18 | 8  | 3 | 7  | 19     | 22     | −3    | 27  |                                          |
| 4   | KR                 | 18 | 6  | 7 | 5  | 20     | 23     | −3    | 25  |                                          |
| 5   | Víkingur Reykjavík | 18 | 6  | 6 | 6  | 29     | 28     | +1    | 24  |                                          |
| 6   | Fram               | 18 | 6  | 4 | 8  | 23     | 22     | +1    | 22  | Puchar Zdobywców Pucharów • 1/16 finału1 |
| 7   | Þór Akureyri       | 18 | 6  | 4 | 8  | 25     | 25     | 0     | 22  |                                          |
| 8   | Þróttur Reykjavík  | 18 | 5  | 7 | 6  | 19     | 19     | 0     | 22  |                                          |
| 9   | Breiðablik (S)     | 18 | 4  | 8 | 6  | 17     | 20     | −3    | 20  | Spadek do 2. deild                       |
| 10  | KA Akureyri (S)    | 18 | 4  | 4 | 10 | 23     | 39     | −16   | 16  | Spadek do 2. deild                       |

## Wyniki
| Gospodarz \ Gość   | ÍA  | BRE | FRA | KA  | KRE | ÍBK | VAL | VÍR | ÞRR | ÞÓR |
| Akraness           |     | 3:0 | 1:0 | 3:1 | 2:0 | 1:2 | 1:0 | 2:3 | 2:0 | 3:2 |
| Breiðablik         | 1:2 |     | 0:1 | 1:0 | 3:3 | 0:1 | 1:2 | 2:0 | 0:0 | 2:2 |
| Fram               | 0:1 | 0:0 |     | 2:0 | 1:2 | 1:0 | 1:1 | 1:2 | 2:2 | 1:0 |
| KA Akureyri        | 0:2 | 0:1 | 0:4 |     | 2:0 | 4:2 | 1:4 | 3:3 | 2:2 | 1:2 |
| KR                 | 0:0 | 1:1 | 3:2 | 2:0 |     | 1:0 | 0:0 | 0:3 | 1:0 | 2:5 |
| Keflavík           | 1:2 | 2:1 | 2:1 | 1:1 | 0:3 |     | 1:0 | 3:1 | 1:0 | 1:2 |
| Valur              | 4:2 | 1:1 | 1:1 | 1:2 | 0:0 | 0:0 |     | 3:0 | 1:1 | 1:0 |
| Víkingur Reykjavík | 2:2 | 2:2 | 1:3 | 6:2 | 1:1 | 3:0 | 1:0 |     | 0:0 | 0:2 |
| Þróttur Reykjavík  | 2:1 | 0:0 | 3:2 | 2:3 | 0:0 | 1:2 | 1:2 | 1:0 |     | 3:0 |
| Þór Akureyri       | 0:3 | 0:1 | 3:0 | 1:1 | 3:1 | 0:0 | 2:3 | 1:1 | 0:1 |     |

Źródło:  (ang.)
Objaśnienia:
1Drużyna gospodarzy jest wymieniona po lewej stronie tabeli.
Kolory: zielony – zwycięstwo gospodarzy, żółty – remis, różowy – zwycięstwo gości.

## Najlepsi strzelcy
| Bramki | Strzelcy            | Drużyna            |
| ------ | ------------------- | ------------------ |
| 10     | Guðmundur Steinsson | Fram               |
| 8      | Hörður Jóhannesson  | Akraness           |
| 6      | Guðmundur Torfason  | Fram               |
| 6      | Hilmar Sighvatsson  | Valur              |
| 6      | Heimir Karlsson     | Víkingur Reykjavík |
| 5      | 6 zawodników        | 6 zawodników       |
| 4      | 7 zawodników        | 7 zawodników       |